# Телесфор
Телесфо́р (грец. Τελεσφόρος) — бог видужання, шанований у Пергамі; його зображували у вигляді юнака, закутаного в покривало, з фригійською шапкою на голові. Син Асклепія та Епіони
Телесфор — епітет Асклепія.

## Брати Телесфора
- Махаон — знаменитий лікар у давньогрецькій міфології[1]
- Подалірій — знаменитий лікар у давньогрецькій міфології[1]

## Сестри Телесфора
- Гігіея — богиня здоров'я[1]
- Акесо[1] — богиня видужання
- Аглая (Аглея, Егла)[1][2] — богиня доброго здоров'я. Таке саме ім'я мають кілька інших міфологічних персонажів.
- Панацея — всецілителька[1]
- Медітріна[2] — богиня здоров'я, довголіття і вина
- Іасо — богиня лікування[2]